# Johan Kjølstad
Johan Kjølstad (Levanger, 9 marzo 1983) è un ex fondista norvegese.

## Biografia
In Coppa del Mondo ha esordito il 13 marzo 2002 a Oslo (48°), ha ottenuto il primo podio il 4 dicembre 2004 a Berna (3°) e la prima vittoria il 16 gennaio 2005 a Nové Město na Moravě.
In carriera ha preso parte a due edizioni dei Giochi olimpici invernali, Torino 2006 (7° nella sprint) e Vancouver 2010 (9° nella sprint), e a una dei Campionati mondiali, vincendo due medaglie.

## Palmarès

### Mondiali
- 2 medaglie:
  - 1 oro (sprint a squadre a Liberec 2009)
  - 1 argento (sprint a Liberec 2009)

### Mondiali juniores
- 1 medaglia:
  - 1 oro (sprint a Sollefteå 2003)

### Coppa del Mondo
- Miglior piazzamento in classifica generale: 15º nel 2006
- 10 podi (6 individuali, 4 a squadre):
  - 4 vittorie (2 individuali, 2 a squadre)
  - 4 secondi posti (2 individuali, 2 a squadre)
  - 2 terzi posti (individuali)

#### Coppa del Mondo - vittorie
| Data             | Località             | Nazione   | Spec.                           |
| ---------------- | -------------------- | --------- | ------------------------------- |
| 16 gennaio 2005  | Nové Město na Moravě | Rep. Ceca | SP TL                           |
| 23 ottobre 2005  | Düsseldorf           | Germania  | TS TL (con Trond Iversen)       |
| 1º dicembre 2007 | Kuusamo              | Finlandia | SP TC                           |
| 16 gennaio 2011  | Liberec              | Rep. Ceca | TS TL (con Ola Vigen Hattestad) |

Legenda:

TC = tecnica classica

TL = tecnica libera

SP = sprint

TS = sprint a squadre

#### Coppa del Mondo - competizioni intermedie
- 1 podio di tappa:
  - 1 vittoria

##### Coppa del Mondo - vittorie di tappa
| Data          | Località  | Nazione | Competizione | Disciplina |
| ------------- | --------- | ------- | ------------ | ---------- |
| 17 marzo 2009 | Stoccolma | Svezia  | Finali       | SP TC      |

Legenda:

TC = tecnica classica

SP = sprint